# Nigel Davenport
Arthur Nigel Davenport (Shelford, Cambridge, 1928. május 23. – 2013. október 25.) angol színész. Fia Jack Davenport színész.

## Élete

### Származása, tanulmányai
Nigel Davenport 1928. május 23-án született Arthur H. Davenport és Katherine L. Meiklejohn gyermekeként. Tanulmányait a Cheltenham College-ban, valamint a Trinity College-ban végezte el Oxfordban.

### Színészi pályája
1951-től 10 évig főként színházakban lépett fel. 1961-től több mint 30 film főszereplője, gyakran szerepelt a televízióban. 1966-ban szerepet kapott az Egy ember az örökkévalóságnak című filmben. 1972-ben főszereplője volt a Mária, a skótok királynője című filmnek. 1986-1992 között a Brit Színészek Érdekvédelmi Szövetségének elnöke volt.
A magyar tévénézők körében az 1990-es és 2000-es években a Külsőre adni kell és a Kisvárosi gyilkosságok című sorozatokban nyújtott alakításai révén lett népszerű.
2013. október 25-én hunyt el. Halálát tüdőgyulladás okozta.
Testét elhamvasztották.

### Magánélete
1951-ben házasságot kötött Helena Margaret White-tal. 1972–1980 között Maria Aitken színésznő volt a felesége.

## Filmjei
- Othello (1955)
- London Playhouse (1956)
- The Adventures of Robin Hood (1957-1960)
- ITV Televison Playhouse (1958-1963)
- Dühöngő ifjúság (1959)
- Desert Mice (1959)
- A komédiás (1960)
- Az Angyal kalandjai (1962-1965)
- The Edgar Wallace Mystery Theatre (1963-1964)
- Vihar Jamaicában (1964)
- Ahol kémek vannak (1965)
- Egy ember az örökkévalóságnak (1966)
- Thirty-Minute Theatre (1968-1972)
- Sebastian úr (1968)
- Piszkos játék/Kíméletlenül (1968)
- Bűnös Davey (1969)
- Királyi harc a Napért (1969)
- The Virgin Soldiers (1969)
- Mr. Soames eszmélése (1970)
- Az utolsó völgy (1970)
- Egy fűszál sem (1970)
- Kaktusz Jack (1971)
- A merénylők (1972)
- Elza kölykei (1972)
- Mária, a skótok királynője (James Hepburn) (1972)
- Negyedik fázis (1974)
- Dracula (1974)
- Oil Strike North (1976)
- Dr. Moreau szigete (1977)
- Prince Regent (1978)
- Lándzsák hajnalban (1979)
- Masada (1980)
- Cry of the Innocent (1980)
- Tűzszekerek (1981)
- Fantom az éjszakában (1981)
- Szentivánéji álom (1981)
- Bird of Pray (1982)
- Don’t Rock the Boat (1982-1983)
- Karácsonyi ének (1984)
- Greystoke - Tarzan, a majmok ura (1984)
- Caravaggio (1986)
- Howards’ way (1987-1990)
- Sherlock és én (Without a Clue) (1988)
- Trainer (1991)
- The Upper Hand (1993-1995)
- A külsőre adni kell (1993)
- Kincskeresők (1996)
- La vuelta de El Coyotte (1998)
- Kisvárosi gyilkosságok (2000)
- A hosszúsági fok (Földrajzi hossúság) (2000)
- Copperfield Dávid (2000)
- The Mumbo Jumbo (2000)